# Tanna (filme)
Tanna é um filme de drama australiano-vanuatuano de 2015 dirigido e escrito por Martin Butler e Bentley Dean, o qual foi gravado na ilha de Tanna, no Vanuatu. Foi indicado ao Oscar de melhor filme estrangeiro em 2017, representando a Austrália.